# 尾上松助 (5代目)
五代目 尾上 松助（おのえ まつすけ、1887年〈明治20年〉3月24日 - 1937年〈昭和12年〉8月9日）は、明治から昭和初期の歌舞伎役者、俳人。屋号は音羽屋。俳名は甲羽、本名は福島 幸吉（ふくしまこうきち）、のちに秀年。

## 略歴

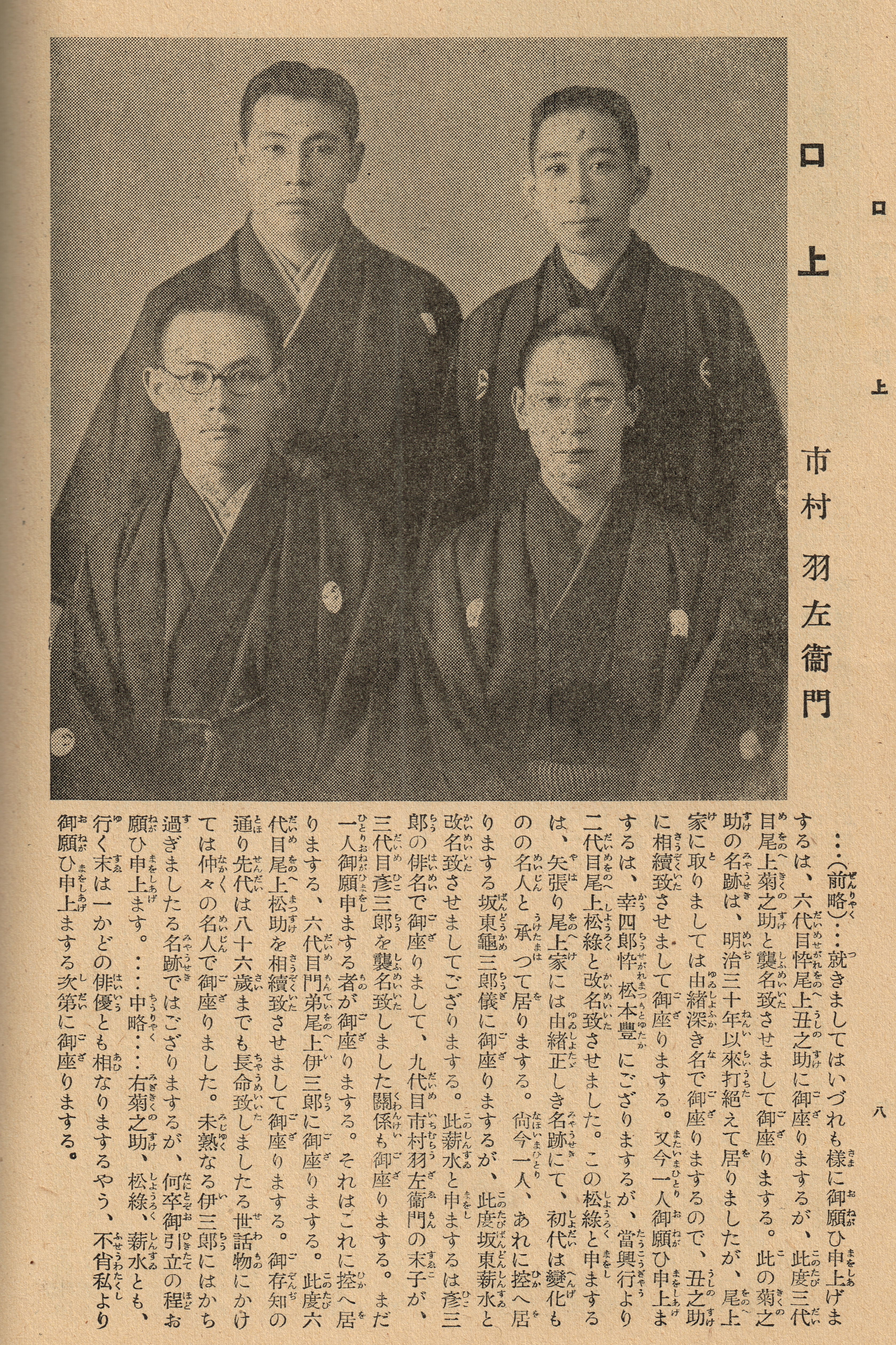
1935年4月の『演藝画報』に載った襲名口上の記事、右上が松助

1887年3月24日、神田に生まれる。幼少期は初代市川左團次の芝居こそ好きだったが、役者自体は嫌いだったという。しかし、兄が浅草の子供芝居において尾上菊松という名で役者をやっていた関係から芝居小屋に出入りすることがあり、1898年5月に自身も東京座で初舞台を踏んだ。このときの演目は『新版歌祭文』野崎村の段で、本名のまま尾上幸吉として船頭をつとめた。またこの頃、兄菊松の影響を受けて俳句をはじめた。初歩を兄に習ったのちに従兄弟の岩本梓石という俳人のもとに兄弟で入門、俳号を本名と音の通じる「甲羽」とした。
入門の翌年に菊松が死亡すると、幸吉は俳優を廃業しようと考えたが五代目菊五郎の未亡人の意見で思い留まり、兄の名を三代目として継いだ上で六代目尾上菊五郎門下となった。俳句の方では『晒井』という雑誌の同人として活動していたが、高浜虚子、内藤鳴雪らに認められて『ホトトギス』に寄稿するようになった。福島甲羽という名前で特に写生文を多く書いたが、11巻11号の「将棋」では幕間の守田勘弥の楽屋における風景を、13巻2号の「幕明の舞台」では『鬼一法眼三略巻』の舞台上で台詞が出なくなった時の体験についてそれぞれ描くなど役者としての身の回りのことを多く題材とした。寒川鼠骨からはこうした作品について「文章は何処迄も迫らず落ち着て、且つ観察の細い点は此人の特色で、敬服する許である」という評価を受け、福島甲羽は「ホトトギス派の中堅の作家」として目されるようになり、『ホトトギス』誌上でも「写生文壇の宿将」と呼ばれたりした。
1911年2月、歌舞伎座の興行で尾上伊三郎と名前を改めて名題昇進。長谷川時雨の新作『さくら吹雪』中の腰元岩橋の役だった。名題昇進にあたって『晒井』の小泉迂外や『ホトトギス』の渡辺水巴、高浜虚子らが中心となって「甲羽会」が発足し、俳人連中の総見が催されたほか、特に虚子は『国民新聞』上に伊三郎の名題昇進についての記事を出した。本人が「甲羽観劇会が組織されたのを名残に、その後自然と俳句に遠ざかり」と述べている通り、名題となってからは役者としての本業に集中し、俳人福島甲羽としての創作は減っていった。それでも時折尾上伊三郎の名で『ホトトギス』に随筆や小説を寄稿し、1915年10月の19巻1号に載った「同棲してから」などは『読売新聞』及び『東京日日新聞』の文芸月評で取り上げられた。また、田村寿二郎らが句楽会という劇界の句会を作ると、伊三郎も同人として参加し、句作を再開した。
昭和に入ってからは、ラジオドラマに出演しながら、菊五郎一座の脇役として舞台に上がっていたが、役付きは悪く、苦労する日々が長く続いた。こうした苦境については句楽会の仲間、久保田万太郎も「いまの役者のうちで尾上伊三郎ほど有名でない役者もないだろう。その藝からいっても、その位置からいっても、もっと有名にならなければ」と言ったほどだったが、1932年、いよいよ重要な名跡である尾上松助を継ぐ話が浮上した。この尾上松助という名は過去に三代目尾上菊五郎とその子が名乗ったこともあり、また先代の四代目尾上松助は殊に名人として有名だったため、音羽屋門下の名跡としては極めて大きいものだった。
六代目尾上菊五郎、十五代目市村羽左衛門、六代目尾上梅幸らの相談の結果、伊三郎の松助襲名は五代目菊五郎の三十三回忌追善興行で行われることとなり、1935年、歌舞伎座3月興行において『水天宮利生深川』の差配人与兵衛、及び『白浪五人男』の浜松屋番頭与九郎役で五代目尾上松助を襲名した。この時、新松助は普段の実直な性格から挨拶状を出すだけで済ませようとしたが、俳句界からは宇佐美不喚洞を中心に虚子、岡本癖三酔、荻原井泉水、富安風生、赤星水竹居といった重鎮たちが発起人となって再び総見が呼びかけられただけでなく、襲名記念の品として大谷句佛、河東碧梧桐らも書を寄せた貼交屏風が贈られた。
1937年1月、頼りにしていた一番上の兄、力太郎が死去。また同時期に師匠六代目菊五郎の母寺島さとも死去し、葬儀のために心労が重なっていった。5月歌舞伎座の『神明恵和合取組』での亀右衛門役をつとめた後、病気になったため、六代目の巡業の座組からはずれて自宅療養をしていたが8月9日、死亡した。

## 人物・芸風
- 本人の談話によれば、父方の祖父は鶴澤市作[26][27]という義太夫の三味線方で、上方から東京に来て歌舞伎竹本の中心的人物となっていたほか、父もその道に詳しく五代目菊五郎から一目置かれていたため、尾上菊松として音羽屋の一門に入った松助が大部屋俳優扱いになったことに激怒したという[19]。また1937年に死亡した長兄は柳橋の老舗料亭亀清楼の主人であったが[5][24]、松助自身も「末吉」[28]や「美佐保」[29]という名前の待合を経営した[30]。木下笑風の媒酌で結婚した妻[5]との間には二人の娘がおり[2]、息子はいなかった[19]。
- 几帳面で神経質な人格であり[4]、また「決して野心を出さず、寧ろ世間からは歯掻ゆがられる程、平々凡々」[5]だった。従って脇役に徹しながら芸歴が長くなっていくにつれ芸の中に「どことなく枯淡な味」[5]が出て来、先代松助を彷彿とさせるということで襲名へと繋がったが[21]、本人はその真面目さ・几帳面さ故に襲名後「「名と役」の釣あいが取れぬ事を不満に思い松助の名に対して相済まぬ」[5]と思い悩んでいたようだったという。
- 師匠である六代目菊五郎に対しても真正面から物事を述べる生真面目さと気骨があり[8]、七代目尾上梅幸は松助について「白は白、黒は黒とはっきりさせ、けっしておべんちゃらをいわなかった」とし、父菊五郎の方も「うるさ型であっても実力があり、筋のとおっている福島さん」[31]を重宝していたと回顧する。梅幸は具体的なエピソードとして以下の二つを記している[31]。
  - 『道成寺』において太って見えることを気にしていた菊五郎に痩せて見えるかと聞かれ、「イヤ、ちっとも痩せて見えませんね、相変わらずムクムク太って見えるね」と答えた。
  - 『髪結新三』で吉右衛門による源七の演技を「臭い芝居」とする菊五郎に同意を求められた際、「播磨屋はやっぱりうまいですよ、あの源七があってこそ旦那の新三が生きるんだ」と返し、これを聞いた菊五郎が自分に逆らうのかと問い詰めたところ「さからうわけじゃあないが、播磨屋はうまいと思うからうまいというんだ」と折れなかったため、菊五郎の方が話題を変えてしまった。
- 七代目尾上梅幸はさらに晩年の逸話として、『魚屋宗五郎』の三吉を演じていた際、六代目菊五郎から「三吉じじい」とからかわれたために二代目尾上松緑にその型を丁重に教え、自身は二度と三吉の役をつとめなかったことを書いている[31]。
- 句人としての方が有名で[4]、「文学俳優」[12]などと呼ばれたほか、新聞や雑誌では「虚子門の俳人甲羽」と紹介されたと自身も言っているが[32]、役者の間でも指南役を買って出、六代目菊五郎でさえ甲羽の添削をあてにしていたという[2]。また俳諧のために非常な勉強家・読書家でもあり[2]、菊松時代のゴシップとして、役者としては珍しく文学趣味のある所を気に入った五代目菊五郎の妾の秋田ぎんが娘（六代目菊五郎と六代目坂東彦三郎の妹にあたる）の相手として考えていた話が残っている[33]。加えて、競馬にも明るく、この方面でも六代目菊五郎の師匠となっていたが、六代目菊五郎が馬主になってからは義理でその馬券を買い、損していたと追悼記事で語られている[4]。
- 役者としての当たり役は伊三郎時代が『義経腰越状』の泉三郎、『復讐談高田馬場』の安兵衛など「殊に敵役に適せり」[12]とされていたが、七代目梅幸は『髪結新三』の勝奴、『新皿屋舗月雨暈』の三吉、『文七元結』の藤助や『巷談宵宮雨』の石見銀山売りといった役を挙げている[31]。このほか、1936年12月の『人情噺小判一両』でつとめた紙凧売は吉右衛門や菊五郎と互角の芝居であったと絶賛された[2][4][28]。